# Стенка (Полтавская область)
Стенка (укр. Стінка) — село,
Чутовский поселковый совет,
Чутовский район,
Полтавская область,
Украина.
Код КОАТУУ — 5325455111. Население по переписи 2001 года составляло 198 человек.

## Географическое положение
Село Стенка находится на правом берегу реки Коломак,
на противоположном берегу — село Новофёдоровка.